# Svensk Wikipedia
Svensk Wikipedia (svensk: Svenskspråkiga Wikipedia,  dansk: den svensksprogede Wikipedia) er den svensksprogede  version af det verdensomspændende encyklopædi-projekt Wikipedia. Svensk Wikipedia blev lanceret 3. maj 2001 og rundede den 13. december 2008 300.000 artikler og havde i juni 2010 over 359.000 artikler. Den 15. juni 2013 kom antallet af artikler op på 1 million. I 2014 passerede den svenske Wikipedia den hollandske som den næststørste, og den 6. september 2015 kom den op på 2 mio. artikler. I november 2016 var den svensksprogede wikipedia den næststørste udgave af Wikipedia efter Engelsk Wikipedia, men er senere blevet overhalet af Cebuano Wikipedia. Den hurtige vækst skyldes primært, at mere end tre millioner artikler er blevet oprettet automatisk med bots på baggrund af databaser.
Pr. mandag den 23. juni 2025 har den svensksprogede Wikipedia 2.611.811 artikler, 1.887 aktive bidragydere og 65 administratorer.

## Historie
Oprindeligt konkurrerede  Svensk Wikipedia med susning.nu, en wiki skabt af Lars Aronsson i 2001. susning.nu var den 28. maj 2003 verdens næststørste wiki. På grund af flere kontroverser bl.a. indsigelser mod Aronssons afgørelse om at tillade reklame på sitet, og manglen på rette værktøjer til at hærværksbekæmpelse, skiftede flere bidragydere over til svensk Wikipedia i 2002, og senere fulgte flere efter. I april 2004 blev susning.nus redigeringsfunktioner lukket ned for alle andre end en håndfuld brugere, hvilket yderligere øgede strømmen til svensk Wikipedia. Fra 14. januar 2005 havde svensk Wikipedias flere artikler end susning.nu.
Fra februar 2012 til november 2016 benyttede Lars Sverker Johansson sin bot Lsjbot til automatisk at oprette artikler på basis af digitale kilder og databaser. I alt oprettede den lidt over tre millioner artikler på Svensk Wikipedia.

## Milepæle
| Milepæl    | Dato               | Jubileumsartikel                                         | Note        |
| ---------- | ------------------ | -------------------------------------------------------- | ----------- |
| 1. artikel | 3. maj 2001        | ?                                                        | [ 3 ]       |
| 50 000     | 17. november 2004  | It's Everly Time                                         | [ 3 ]       |
| 100 000    | 27. august 2005    | Jógvan við Keldu eller epiglottal klusil                 | [ 3 ]       |
| 250 000    | 14. september 2007 | ?                                                        | [ 3 ]       |
| 500 000    | 27. september 2012 | Kirby 64: The Crystal Shards                             | [ 3 ]       |
| 1 000      | 15. juni 2013      | Erysichton elaborata                                     | [ 4 ]       |
| 1 500 000  | 21. august 2013    | Megalonitis bohemani                                     | [ 5 ]       |
| 2 000      | 6. september 2015  | Iro (berg)                                               | [ 6 ] [ 7 ] |
| 3 000      | 27. april 2016     | Udian Ercaiz (wadi i Västsahara, lat 24,88, long -13,00) | [ 8 ]       |

## Egenskaber
Svensk Wikipedia adskiller sig fra dansk Wikipedia på bl.a. følgende områder:
- Det er ikke muligt at uploade billeder eller andre mediefiler lokalt til svensk Wikipedia. Alle uploads foregår direkte til Commons.
- Administratorerne vælges for ét år ad gangen.